# Waiting for the End
Waiting for the End är en musiksingel från det amerikanska rockbandet Linkin Park. Det är andra singeln från deras fjärde studioalbum, A Thousand Suns.
Singeln släpptes 1 oktober 2010, och en musikvideo har spelats in och hade premiär den 8 oktober samma år.